# Историческое общество Новой Англии
Историческое общество Новой Англии, ранее известное как общество по сохранению древностей Новой Англии (SPNEA) — благотворительная некоммерческой организация по сохранению истории со штаб-квартирой в Бостоне, штат Массачусетс. Общество ориентировано на Новую Англию и является старейшей и крупнейшей региональной организацией по сохранению истории в Соединенных Штатах. Историческое общество Новой Англии владеет и управляет историческими музеями и объектами изучения во всех штатах Новой Англии, кроме Вермонта, и обслуживает более 198 000 посетителей и участников программы каждый год. Приблизительно 48 000 посетителей участвуют в школьных и молодежных программах, посвященных наследию Новой Англии.
Историческое общество Новой Англии — это музей истории и культуры, который собирает и сохраняет здания, пейзажи и объекты, датируемые с семнадцатого века до настоящего времени, и использует их для сохранения истории и оказания помощи людям в развитии более глубокого понимания и наслаждения жизнью Новой Англии.

## История

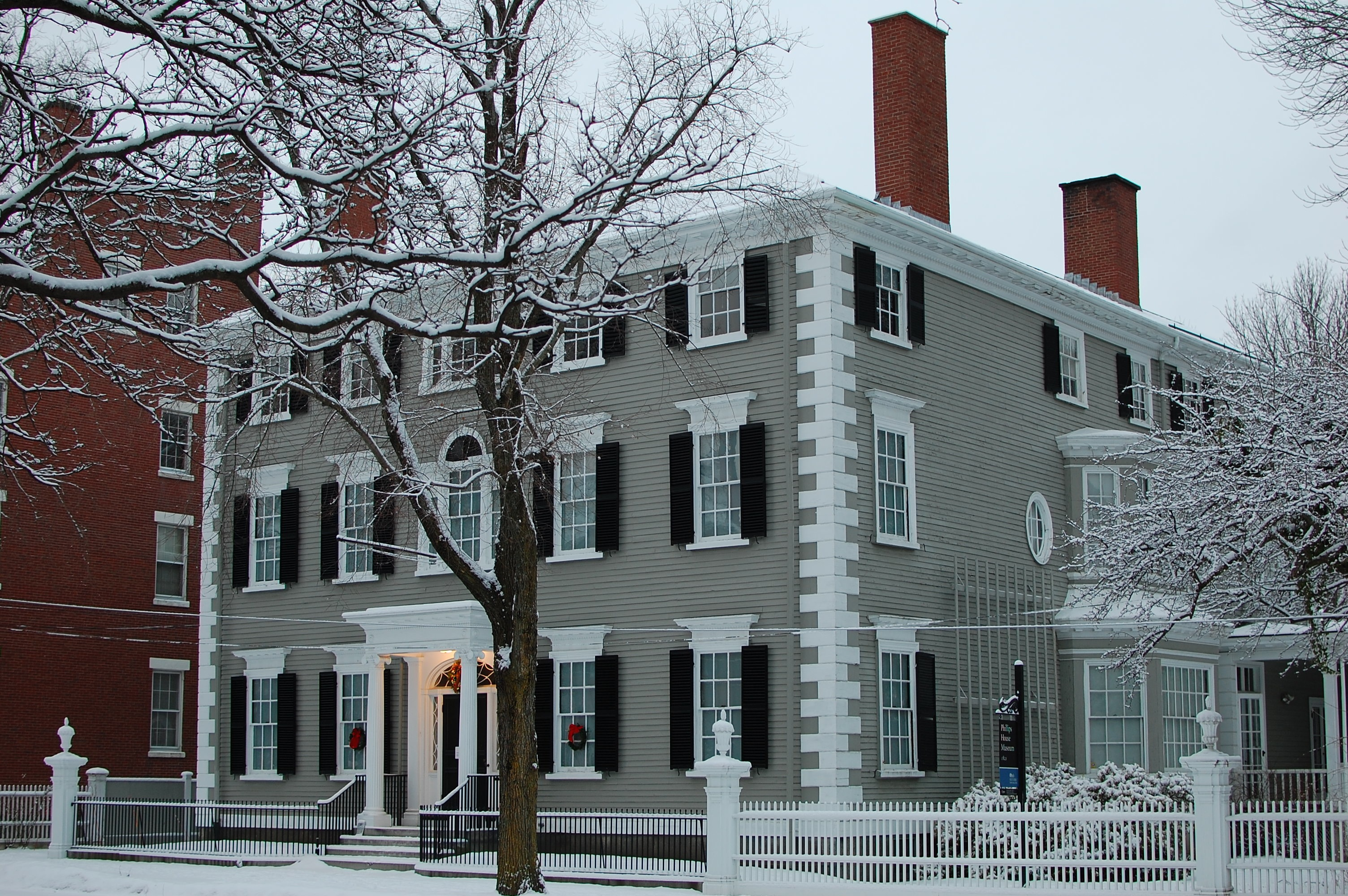
Исторический дом, который принадлежит Историческому обществу Новой Англии.

Уильям Самнер Эпплтон-младший основал Общество по сохранению древностей Новой Англии в 1910 году с "целью сохранения для потомков зданий, мест и объектов, представляющих исторический и другой интерес." Опасаясь, что "наши древности быстро исчезают, потому что ни одно общество не сделало их сохранение своим исключительным интересом", Самнер Эпплтон и небольшая группа единомышленников основали общество в 1910 году. К 1920 году директор музея Гарри Винтон Лонг написал в своем докладе, что цель музея — сохранение и иллюстрация жизни Новой Англии.
Записи за 1910 год перечисляют 19 пунктов. Эпплтон считал, что все от мирского до исключительного стоит сохранить, и поэтому историческая коллекция Новой Англии сегодня варьируется от повседневных кусков мыла до необычных образцов прекрасной мебели. Как всесторонняя организация наследия, историческая Новая Англия сегодня заботится об исторических свойствах и ландшафтах; проводит сервитуты сохранения и предпринимает пропагандистскую работу по сохранению для защиты исторических свойств; разрабатывает, поддерживает и интерпретирует коллекции артефактов; управляет библиотеками и архивами; исследует и издает книги и исторический журнал Новой Англии; и обеспечивает образовательные программы для детей и взрослых. В заявлении миссии Организации изложены ее цели: "мы служим обществу, сохраняя и представляя наследие Новой Англии."Организация фокусируется на внутренней архитектуре Новой Англии, коллекциях и историях.

## Собственность
Историческое общество Новой Англии в настоящее время владеет и управляет 37 домами-музеями и 1284 акрами сельскохозяйственных угодий и ландшафтов в пяти штатах Новой Англии. Они также владеют обширной коллекцией из более чем 100 000 объектов исторического и эстетического значения, крупнейшего такого собрания искусства и артефактов Новой Англии в стране. Общество архивирует более миллиона предметов, документирующих архитектурную и культурную историю Новой Англии, включая фотографии, гравюры и картины, более 20 000 архитектурных чертежей и спецификаций, книги, рукописи и другие эфемеры

## Выставочные программы
Передвижная выставочная программа представляет коллекции и исследования для широкой публики, в сотрудничестве с другими музеями по всему региону. Выставки включали кухни Америки, которые появились в историческом обществе Нью-Гэмпшира в 2009 году, архитектурную выставку, которая открылась в Художественной галерее Бостонского университета в ноябре 2009 года и отправилась в Национальный Музей строительства в Вашингтоне, округ Колумбия, в 2010 году.

## Программы членства
Историческая программа домовладельцев, доступная для всех за ежегодный членский взнос, предоставляет информацию тем, кто владеет историческими домами любого возраста, вплоть до середины 20-го века. Ежегодное членство включает в себя две консультации с экспертами персонала, одну по историческим цветам краски, а вторую по теме, выбранной членом, начиная от ремонта окон до кровельных материалов, источника оборудования или исторических обоев или других тем, необходимых для ухода за историческими домами. Другие специализированные программы членства сосредотачиваются на садах и ландшафтах, и на молодых взрослых через программу молодых друзей, и общество членства верхнего уровня, названное кругом.

## Организация
Историческое общество Новой Англии является 501(c) (3) освобожденной от налогов некоммерческой организацией, действующей под руководством Совета попечителей из 15 членов.